# راسموس يونسون
راسموس يونسون (بالسويدية: Rasmus Jönsson) هو لاعب كرة قدم سويدي في مركز الهجوم، ولد في 27 يناير 1990 في Viken, Sweden ‏ في السويد. شارك مع منتخب السويد تحت 17 سنة لكرة القدم ومنتخب السويد تحت 19 سنة لكرة القدم ومنتخب السويد تحت 21 سنة لكرة القدم ومنتخب السويد لكرة القدم. أما مع النوادي، فقد لعب مع إف إس في فرانكفورت ونادي أوبه ونادي فولفسبورغ ونادي هلسينغبورغ.

## وصلات خارجية
- راسموس يونسون على موقع اتحاد السويد (السويدية)
- راسموس يونسون على موقع قاعدة بيانات كرة القدم.إي يو (الإنجليزية)
- راسموس يونسون على موقع بيانات كرة القدم. دي إي (الألمانية)
- راسموس يونسون على موقع ناشيونال فوتبول تيمز (الإنجليزية)
- راسموس يونسون على موقع Soccerway.com (الإنجليزية)
- راسموس يونسون على موقع عالم كرة القدم.نت (الإنجليزية)
- راسموس يونسون على موقع AS.com (الإسبانية)